# Łaziska (Beskid Sądecki)
Łaziska (941 m) – szczyt w Beskidzie Sądeckim. Znajduje się w Paśmie Jaworzyny, w bocznym grzbiecie opadającym od głównej grani tego pasma (z okolicy Hali Łabowskiej) na południowy zachód. W grzbiecie tym kolejno znajdują się: Wargulszańskie Góry (1035 m), Łaziska (941 m), Parchowatka (1004 m), Kiczora (806 m) i Drapa (717 m). Dawniej grzbietem tym biegła też granica między polską ludnością zamieszkująca dolinę Łomniczanki a łemkowską zamieszkującą dolinę Wierchomlanki. Łaziska zwane też są Lichoniowymi Górami, a nazwa ta pochodzi od nazwiska jednego z mieszkańców miejscowości Łomnica-Zdrój. 
Zachodnie stoki Łazisk opadają do doliny Łomniczanki, wschodnie do doliny Potaszni (dopływ Wierchomlanki. Są w dużym stopniu bezleśne. Na stokach wschodnich dawniej znajdowały się przysiółki Łemków. Na mapie WIG z około 1930 roku na stokach tych zaznaczone są liczące 19 zagród (tzw. chyż) przysiółki Parchowatka, Jaworzyna, Długoszówka, Polana, Cichy Wierch. Łemkowie zostali stąd wysiedleni w 1947 w ramach Akcji Wisła, a ich chyże spalone. Obecnie tereny te należą do miejscowości Wierchomla Mała. Nie zostały jednak zamieszkane, ani też zalesione. Jednak w wyniku naturalnej sukcesji wtórnej stopniowo zarastają borówczyskami i lasem. Również część stoków zachodnich, opadających do doliny Łomniczanki jest bezleśna.
Łaziska to mało wybitny wierzchołek, ale jego okolice mają jeszcze duże walory widokowe. Grzbietem prowadzi żółty szlak turystyczny

## Szlak turystyki pieszej
z Łomnicy-Zdroju (od szkoły) przez Parchowatkę, Łaziska i Wargulszańskie Góry na Halę Łabowską. Czas przejścia 3 h, ↓ 2.15 h